# Vladimir Carvalho
Vladimir Carvalho (Itabaiana, 31 de janeiro de 1935 - Brasília, 24 de outubro de 2024) foi um cineasta e documentarista brasileiro.
Vladimir figurava entre os nomes mais importantes do cinema brasileiro, tendo produzido mais de 10 documentários sobre temas da política e da história nacional.
Começou seu curso universitário em João Pessoa, Paraíba, mas transferiu-se para Salvador a fim de ir ao encontro de um dos grandes núcleos do Centro Popular de Cultura  da União Nacional dos Estudantes UNE. Frequentando a Universidade Federal da Bahia conheceu Glauber Rocha e integrou o chamado movimento do cinema novo (sendo parte da vertente documentarista do movimento, ao mesmo tempo, sendo influenciado e influenciando-o também, com o estilo de sua cinematografia documentária inovadora).

## Biografia
A mãe, Mazé, é marcante na sua condição de líder de sua família e pelo espírito de solidariedade para com os pobres. O pai, Luís Martins, um homem dos sete instrumentos, vai da atividade em sua fábrica de móveis Lyon, em Itabaiana, cidade da zona da mata do estado da Paraíba, ao jornalismo bissexto que pratica na região do vale do rio Paraíba, próxima à capital do estado da Paraíba, e exerce profunda influência sobre o filho, até sua morte prematura aos 39 anos.
Preocupado com a educação de Vladimir, o pai o conduz a Recife, entregando-o aos cuidados de sua tia Alayde, irmã de Mazé. Ali começa, de fato, a cursar o primário, longe dos banhos de rio e dos apelos da feira semanal de Itabaiana, uma verdadeira festa para o menino. Sente profundamente a ausência dos pais. Conforta-o, entretanto, a vida na metrópole pernambucana, onde descobre um mundo inteiramente diferente da sua Itabaiana, na Paraíba. Assiste ali, entre tantos acontecimentos e lugares grandiosos e diferentes de sua cidadezinha de interior, com grande emoção, a chegada dos pracinhas (Força Expedicionária Brasileira na Segunda Guerra Mundial) de volta da Itália e o navio que os transporta aproximar-se do porto tocando os hinos e canções patrióticas.
Em 1949 volta à Paraíba, sempre morando com a tia Alayde, que vai viver em João Pessoa. Neste ano, nasceu seu irmão, Walter Carvalho, que não tem tempo de conhecer verdadeiramente o "velho" Lula, que morre antes dele completar um ano. Hoje, Vladimir considera Walter como a cópia fiel do mestre Lula, não só fisicamente, mas na habilidade com equipamentos e na genialidade como se conduz no ofício cinematográfico.
Terminado o ginásio, em 1954, onde foi aluno de geografia de Linduarte Noronha, que ainda não era cineasta, ingressa no curso clássico. Fazia um programa de rádio, Luzes do Cinema, em 1959, em João Pessoa, e colaborou na imprensa local como crítico iniciante (ganhando o apelido de Vladimir Vorochenko por conta da mania de filmes russos-soviéticos), quando Linduarte Noronha o convidou para escrever o roteiro de Aruanda, do qual seria, depois, também assistente de direção, com João Ramiro Mello, um amigo para sempre.

## A obra
Depois de um desentendimento com Linduarte Noronha a respeito do documentário Aruanda, Vladimir e João Ramiro realizam o documentário Romeiros da Guia. Em seguida vai para Salvador terminar o curso de filosofia na Universidade da Bahia. Entre seus colegas de curso incluem-se Caetano Veloso, que ainda era desconhecido do grande público, e Carlos Nelson Coutinho. Além destes intelectuais, conhece também Glauber Rocha, que estava preparando Deus e o Diabo na Terra do Sol. Passa as noites na boemia artística, sempre na companhia destes amigos, como Caetano, Torquato Neto (Gilberto Gil trabalhava e não podia acompanhar), Orlando Senna e Álvaro Guimarães, teatrólogo e cineasta que lançou Maria Bethânia em Salvador, bem antes do show Opinião, e Emanoel Araújo, gravurista que posteriormente dirigiu a Pinacoteca do Estado, em São Paulo. Foi em Salvador que Vladimir entrou para as fileiras da militância político-cultural no Centro Popular de Cultura (entidade vinculada à UNE, União Nacional dos Estudantes), da Bahia.
De Salvador, Vladimir recebe o convite de Eduardo Coutinho para ser seu assistente no filme Cabra Marcado para Morrer. Paralelamente a este envolvimento no Cabra Marcado para Morrer, Vladimir foi com Eduardo Coutinho visitar as filmagens de Os Fuzis, do cineasta Rui Guerra, no interior.

### Cabra marcado para morrer
Em 1964, ano do Golpe de Estado que instalou a ditadura militar no país, Vladimir e Coutinho foram surpreendidos em plena filmagem do documentário Cabra Marcado para Morrer, no engenho Galiléia, em Pernambuco. Após saberem sobre o golpe, a fuga e a entrada na clandestinidade são inevitáveis, porque sabiam que seriam presos pela ditadura; já que estavam filmando um tema explosivo, o das Ligas Camponesas. A pressão política e a repressão que se seguiram foram enormes. Portanto, Vladimir foi encarregado de proteger dona Elisabete Teixeira, viúva de João Pedro, durante a debandada. Maria do Socorro, sua noiva, com quem se casaria dois anos depois, foi procurá-lo no engenho Galiléia (com medo do que poderiam fazer ao noivo após o golpe) e foi levada presa para o Recife. Depois de constatada sua "inocência" (porque ela não estava participando diretamente das filmagens, nem tinha ligações políticas oficiais com a esquerda), foi solta. Foi ela quem ajudou Vladimir a providenciar um disfarce para dona Elisabete:  oxigenaram seus cabelos, vestiram-na com um chitão colorido, pintaram-lhe os lábios e os rostos e deram-lhe uns óculos escuros. Com isto, eles conseguiram ultrapassar as barreiras policiais sem serem vistos. Vladimir coloca dona Elisabete a salvo em um bairro suburbano do Recife, junto a uma família de um antigo companheiro de João Pedro. A partir daí, Vladimir entra decididamente na clandestinidade, para se proteger da prisão política, ocultando-se em um sítio nas proximidades da cidade de Campina Grande, na Paraíba. Com uma identidade falsa, passa a se chamar José Pereira dos Santos. Foi no sítio, no interior da Paraíba, que Vladimir ficou conhecido como Zé dos Santos, em virtude das esculturas de santos de madeira que ele passou a esculpir, desenvolvendo a herança paterna de sua vocação artística (desde então, ele nunca parou de esculpir, realizar xilogravuras e pintar, revelando o outro lado de sua sua personalidade).

### No Rio de Janeiro
Passados os primeiros sobressaltos advindos com o golpe de 1964, Vladimir pôde sair da clandestinidade e viajar para o Rio de Janeiro, onde foi apresentado por Eduardo Coutinho a Arnaldo Jabor.  Como diretor assistente de Jabor, Vladimir participou das filmagens de Rio Capital do Cinema e Opinião Pública. Aprende com o Jabor a forma descontraída de filmar, desmistificando o endeusamento do ofício de cineasta que havia na época. Estabelece-se, então, no Rio de Janeiro, trabalhando como repórter no Diário de Notícias. Neste ofício de repórter, ele fica conhecendo todos os meandros da cidade do Rio de Janeiro. Frequentou também o bar da Líder, onde se encontravam periodicamente todos os cineastas. Apesar disto, ele não perde os vínculos com o Nordeste, voltando para lá para filmar.
Como repórter, Vladimir cobriu as famosas passeatas contra a ditadura, a dos cem mil, inclusive, e entrevistou os líderes estudantis do movimento.  Ele próprio, junto com a esposa Maria do Socorro, forma um grupo de passeata com Luís Carlos Lacerda de Freitas, o Bigode, Norma Bloom e Arduíno Colasanti.
Em 1969, Vladimir apresentou o seu curta metragem A Bolandeira no Festival de Cinema de Brasília, ganhando um dos prêmios. Foi por isto que ele reencontra Fernando Duarte, companheiro das filmagens do Cabra Marcado para Morrer; que o convida para ficar em Brasília a fim de realizar o projeto do núcleo de produção de documentários do Centro Oeste na UnB. Ele aceitou o desafio e ficou, sem saber que seria uma estadia permanente; porque o convite inicial foi para permanecer na cidade apenas dois meses. Vladimir, sem ter planejado inicialmente isto, adota então a cidade como sua e por ela também é adotado, tornando-se professor de cinema na UnB e importante líder intelectual local. A partir de Brasília, ele pôde dar prosseguimento ao seu trabalho enquanto documentarista preocupado com as questões sociais. Realizou vários de seus curtas e longas metragens, ganhando inúmeros prêmios, entre eles, a Margarida de Prata, da CNBB (Conferência Nacional dos Bispos Brasileiros). Com isto, seu prestígio enquanto cineasta documentarista cresce visivelmente.

### Em Brasília
Em 1971, seu longa metragem "O País de São Saruê" foi retirado bruscamente do Festival de Cinema de Brasília pela censura federal. Em sinal de protesto contra tal fato, a comissão de seleção do festival se demite. Houve uma grande celeuma, porque o filme, depois de ter sido selecionado, foi vetado e apreendido pela censura. As autoridades presentes ao festival são vaiadas. "São Saruê" permanecerá apreendido e impedido de ser exibido durante toda a década de 1970. Apesar disto, o filme recebe convites até do Festival de Cannes, sem poder ser apresentado fora do país (porque havia uma única cópia em película do filme).
Após o triste e autoritário episódio da censura e apreensão do filme O País de São Saruê, Vladimir continuou suas atividades, lecionando na UnB e filmando outros filmes, mesmo com parcos recursos. Além disso, ele fundou, em Brasília, a Associação Brasileira de Documentaristas seção DF, da qual será, posteriormente, presidente. A associação realizou o primeiro Festival do Filme Brasiliense.
Em 1979, com o processo político chamado de Abertura, pela ditadura militar, o filme O País de São Saruê é liberado do "cárcere" onde se encontrava e é recebido calorosamente pela crítica e pelo Festival de Brasília, ganhando o prêmio especial do júri.
Na década de 1980, Vladimir filma seus longas "O Homem de Areia" (1981) (sobre a vida de José Américo de Almeida) e "O Evangelho Segundo Teotônio". "Teotônio" ganha a Margarida de Prata e "O Homem de Areia", o prêmio do Concine (Conselho Nacional de Cinema). Em 1986, Vladimir reativou suas filmagens sobre um tema que lhe foi muito caro: a realidade dos operários que construíram Brasília, os chamados candangos. Conterrâneos Velhos de Guerra traz de volta o obscuro episódio de uma chacina de operários ocorrida num acampamento de uma das empreiteiras responsáveis pela construção de Brasília.
A Cinemateca Uruguaia o homenageou com uma retrospectiva completa de sua obra e, por isto, Vladimir foi ao Uruguai participar das homenagens e dos debates.
Em 1990, Conterrâneos Velhos de Guerra surpreende o Festival de Brasília e sai consagrado com muitos prêmios, inclusive o de melhor filme em sua categoria. Como sua primeira apresentação no festival foi em 16mm, o filme, transformado para 35mm, foi reapresentado no encerramento do Festival de Brasília de 1992, com a presença do ministro Antonio Houaiss. Ainda em 1992, Vladimir viaja para a Europa, porque foi convidado para ser jurado no Festival Cinéma du Réel, na França, onde Conterrâneos Velhos de Guerra é convidado hour-concours.
Em 1994, Vladimir cria a Fundação Cinememória, mudando-se para uma casa na avenida W3 sul, em Brasília, para onde leva todo o seu acervo. A inauguração da Fundação Cinememória dá-se durante o Festival de Brasília, com o apoio de Luíza Dornas, então Secretária de Cultura. O cineasta italiano Bernardo Bertolucci é um dos assinantes do livro de presença e saúda a iniciativa de Vladimir propondo "entrar para o Cinema Novo brasileiro".
Em 1998, a Câmara Legislativa do Distrito Federal (CLDF) - Poder Legislativo local - confere-lhe o título de Cidadão Honorário de Brasília, pelos serviços prestados à cultura e por sua dedicação à comunidade brasiliense. Ainda neste ano, Vladimir dá início à produção de seu longa metragem Barra 68, outro projeto que lhe era muito caro desde que chegou a Brasília. O filme conta as agressões que a Universidade de Brasília sofreu com a ditadura militar e a dura repressão que se seguiu.
Barra 68 é o filme que inaugura o Festival de Brasília de 2002. Com o prêmio que recebeu pelo filme, Vladimir constrói um pequeno auditório na Fundação Cinememória.
Em 2004, por decreto do governo do DF, Vladimir é nomeado embaixador cultural da cidade, junto com outras personalidades.
Em 2005, Vladimir começa a filmagem do longa metragem O Engenho de Zé Lins, sobre o escritor paraibano José Lins do Rego. Em 2000 Vladimir é convidado para presidir a Fundação Astrojildo Pereira, entidade criada com o objetivo de divulgar e incentivar a cultura brasileira, além de preservar a história dos militantes comunistas brasileiros.

## Filmografia
- Romeiros da Guia - 1962
- A Bolandeira - 1967
- Vestibular 70 - 1970
- O País de São Saruê - 1971
- Incelência para um Trem de Ferro - 1972
- O Espírito Criador do Povo Brasileiro - 1973
- O Itinerário de Niemeyer - 1973
- Vila Boa de Goyaz - 1974
- Quilombo - 1975
- Mutirão - 1975
- José Lins do Rego - 1975
- A Pedra da Riqueza - 1976
- Pankararu do Brejo dos Padres - 1977
- Brasília Segundo Feldman - 1979
- O Homem de Areia - 1982
- O Evangelho Segundo Teotônio - 1984
- Perseghini - 1984
- No Galope da Viola - 1990
- A Paisagem Natural - 1991
- Conterrâneos Velhos de Guerra - 1991
- Negros de Cedro - 1998
- Barra 68 - 2000
- O Engenho de Zé Lins - 2006
- Rock Brasília - Era de Ouro - 2011[2]